# Municipio de Bachíniva
El municipio de Bachíniva es uno de los 67 municipios que conforman el estado mexicano de Chihuahua, situada al noroeste del estado en la región denominada Babícora, su cabecera es el pueblo de Bachíniva.

## Geografía
Se localiza en la latitud 28º48’, longitud oeste 107º15’, a una altitud de 2,020 metros sobre el nivel del mar. Colinda al norte con Namiquipa, al este con Cuauhtémoc, al sur con Guerrero y al oeste con Guerrero y Namiquipa. 

### Orografía e hidrografía
Su territorio es predominantemente plano, con una altura de 2 020 m s. n. m. lo hace el punto más elevado del Altiplano de Chihuahua, tiene algunas serranías aisladas que cruzan su territorio, en cuando a la hidrografía, forma parte de la vertiente interior, una cuenca cerrada que da origen a tres ríos interiores de Chihuahua, su principal corriente es el Río Bachíniva, que junto a otras corrientes de la zona forman el Río Santa María, uno de los tres grandes ríos de la vertiente interior de Chihuahua.

### Clima y ecosistemas
El clima es extremoso como en la mayor parte de Chihuahua, sin embargo, al estar situada ya muy cercana a la Sierra Madre Occidental es más húmedo y con más bajas temperaturas, las temperaturas extremas que se registran van de los 36 °C a los -14 °C.
Se puede clasificar de semiárido a semihúmedo extremoso; con una temperatura máxima de 36 °C, y la mínima de -14 °C. La precipitación pluvial media anual es de 472.3 milímetros, con una humedad relativa de 60% y un promedio de 66 días de lluvia. Los vientos dominantes provienen del suroeste. 
La vegetación existente es muy variada, la componen desde yucas, cactáceas, palma y cenizo, ébano, retamas como mezquite, biznaga, pino, encino, táscate, quelite; así como grandes pastizales naturales sobre todo en las áreas planas; en las partes húmedas existe extensa variedad de verdolaga, malva, jarillas y musgo.
La fauna la constituyen el guajolote, paloma de collar, güilota y alas blancas, conejo, coyote, berrendo, venado cola blanca y oso negro.

## Demografía

### Localidades
En el censo de 2020 el municipio de Bachíniva contaba con 69 localidades.
| Código INEGI      | Localidad         | Población (2020) |
| ----------------- | ----------------- | ---------------- |
| 080060001         | Bachíniva         | 2 027            |
| 080060014         | El Porvenir       | 1 027            |
| Otras localidades | Otras localidades | 2 753            |
| Total municipal   | Total municipal   | 5 807            |

## Política
El gobierno del municipio le corresponde al Ayuntamiento, que está conformado por un Presidente Municipal, un síndico y seis regidores, cuatro de mayoría y dos de representación proporcional. Son electos para un periodo de tres años no reelegible para el periodo inmediato.

### División administrativa
El municipio incluye una sección municipal, que es: El Porvenir.

### Representación legislativa
Para elección de diputados federales y locales, el municipio se encuentra integrado en:
Local:
- Distrito electoral local 13 de Chihuahua con cabecera en La Junta.

Federal:
- Distrito electoral federal 7 de Chihuahua con cabecera en Cuauhtémoc.

### Presidentes municipales
- (1947 - 1949): Edelberto C. Almeida
- (1950 - 1953): José Maria Mendoza
- (1953 - 1955): Edelberto C. Almeida
- (1956 - 1956): Gerardo A. Chávez
- (1956 - 1959): Otilio Mariscal N.
- (1959 - 1962): Jesús Pacheco Soto
- (1962 - 1964): Rafael Coss y Coss
- (1964 - 1965): José O. Calderón T.
- (1965 - 1968): Enrique Mendoza
- (1968 - 1971): José Torres Molinar
- (1971 - 1974): Genaro Avitia
- (1974 - 1977): Guadalupe Meraz
- (1977 - 1980): Ricardo Hernández
- (1980 - 1981): Jose Ramiro Morales Baray
- (1980 - 1983): Eloy Chavez
- (1983 - 1986): Horacio Orozco Mendoza
- (1986 - 1989): Fernando Mendoza de Los Ríos
- (1989 - 1992): Gabriel Hernández Márquez
- (1992 - 1993): Maclovio Bustillos Trevizo
- (1993 - 1993): Juan Calderón Almeida
- (1995 - 1998): Félix Altamirano Morales
- (1998 - 2001): Santos Meraz Hernández
- (2001 - 2004): Gabriel Hernández Márquez
- (2004 - 2007): Omar Hernández Meraz
- (2007 - 2010): Félix Altamirano Morales
- (2010 - 2013): José Ángel Merino Domínguez
- (2013 - 2016): Armando Mendoza Andujo
- (2016 - 2018): Irma Delia Morales Mendoza